# Bénédicte Machiels
Bénédicte Machiels est docteure en médecine vétérinaire et chercheuse dans un laboratoire d’Immunologie-vaccinologie du centre FARAH de la Faculté de Médecine vétérinaire. Elle est diplômée en médecine vétérinaire en 2007 à l’Université de Liège.

## Aperçu biographique
Elle fait un doctorat à l’Université de Liège dans le laboratoire d’Immunologie-vaccinologie. Elle a défendu cette thèse qui étudie les mécanismes d'immuno-évasion de la réponse humorale développés par certains virus persistants. Partant d’un mandat de Chargée de recherche FNRS, Bénédicte fait un séjour postdoctoral, en France au centre de Luminy où elle dirige un projet d'immunologie fondamentale parlant des mécanismes régulant le trafficking et l'activation des monocytes dans des contextes d'infection et d'inflammation.  
Ensuite, dans son laboratoire, en collaborant avec Laurent Gillet, elle développe une idée de recherche investiguant l'importance des infections virales sur l'éducation fonctionnelle à long terme des monocytes. Ses recherches sont publiées en 2017 dans Nature Immunology. En 2020 devenue Chercheuse Qualifiée FNRS, elle met sur pied son équipe de recherche et continue ses recherches sur les virus au niveau du système immunitaire,.

## Thèse de doctorat
Lors de sa thèse, elle s’est penchée sur le virus "gammaherpèsvirus", et ses différents moyens d’échapper à la reconnaissance par le système immunitaire. Deux types de ce virus (herpèsvirus, le virus d’Epstein-Barr le virus associé au sarcome de Kaposi) qui concerne 30 à 90 % de la population. Il peut suivre une personne tout au long de sa vie et se transmettre de personne en personne immunocompétent. Le but de son intérêt à ce virus est de parvenir à développer des thérapies antivirales originales.

## Distinctions scientifiques
- Prix quadriennal Eugène YOURASSOWSKY (2012)
- Prix de la Fondation D. et M. Jaumain (2018)
- Prix AstraZeneca (Fondation Léon Frédéricq) (2018)